# ブッシュカン
ブッシュカン（仏手柑、学名: Citrus medica var. sarcodactylus）は、ミカン科ミカン属の常緑低木樹で、「カボス」「ユズ」などと同じ香酸柑橘類の一種である。レモンと類縁のシトロンの変種で、名前の由来はブッダ（仏陀）の手という意味。
なお、高知県四万十川流域で栽培されている「ぶしゅかん」は、同じ香酸柑橘類の「餅柚」と呼ばれる品種であり、緑色で球状の果実である。ブッシュカンと区別するため、ひらがな表記としている。ブッシュカンを手仏手柑、ぶしゅかん（餅柚）を丸仏手柑(シトロン)と区別する場合もある。
安徽省の鳳陽県には観音菩薩が当地の人たちを懲らしめるために化け自ら切り落とした美女の手と言われている。

## 特徴
インド東北部原産。果実は芳香があり濃黄色に熟し、長楕円体で先が指のように分かれる。名称はその形を合掌する両手に見立て、「仏の手」と美称したもの。学名とは別に、英語では「Buddha's hand」「fingered citron」とも呼ばれる。

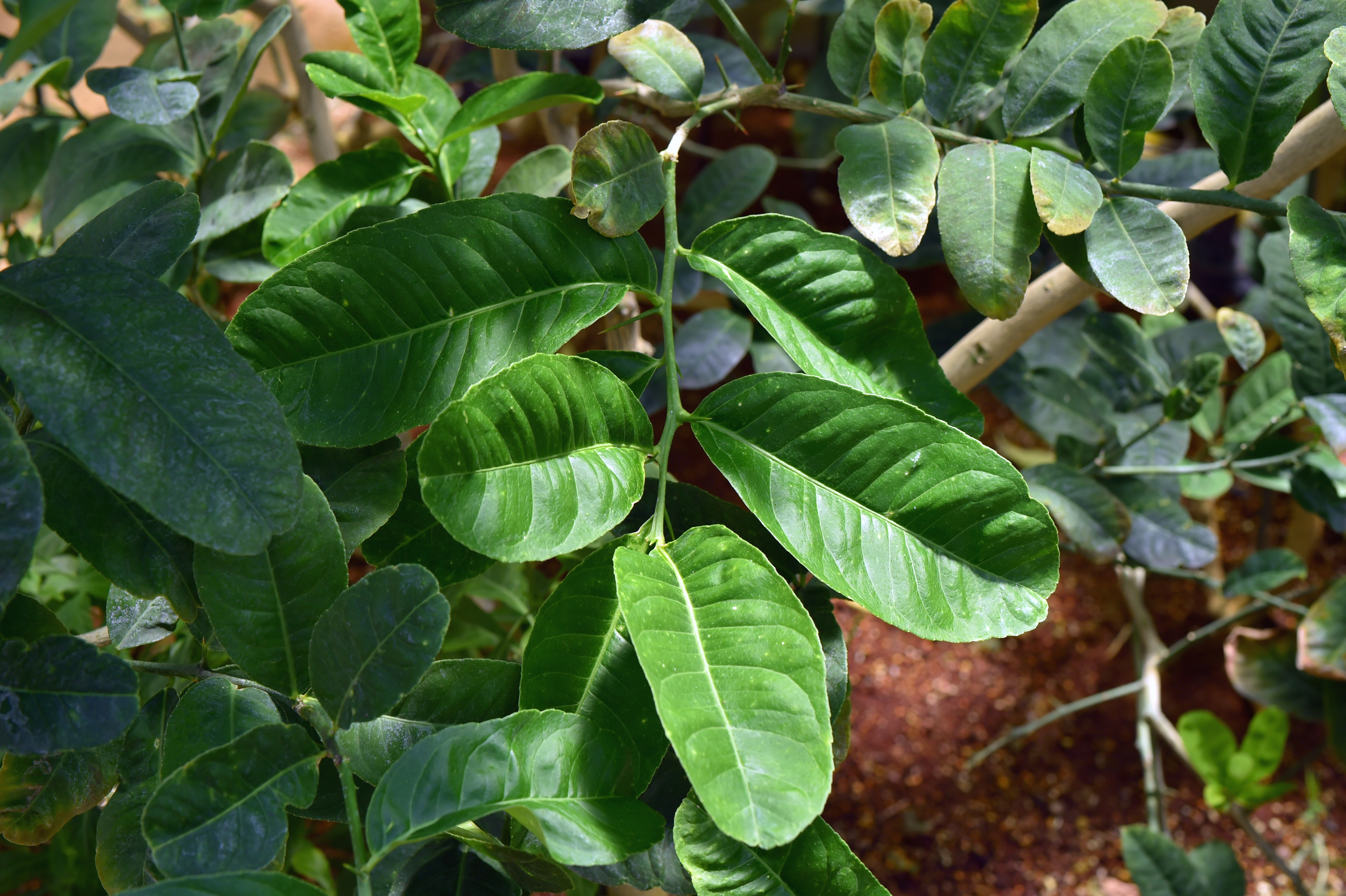
ブッシュカンの葉
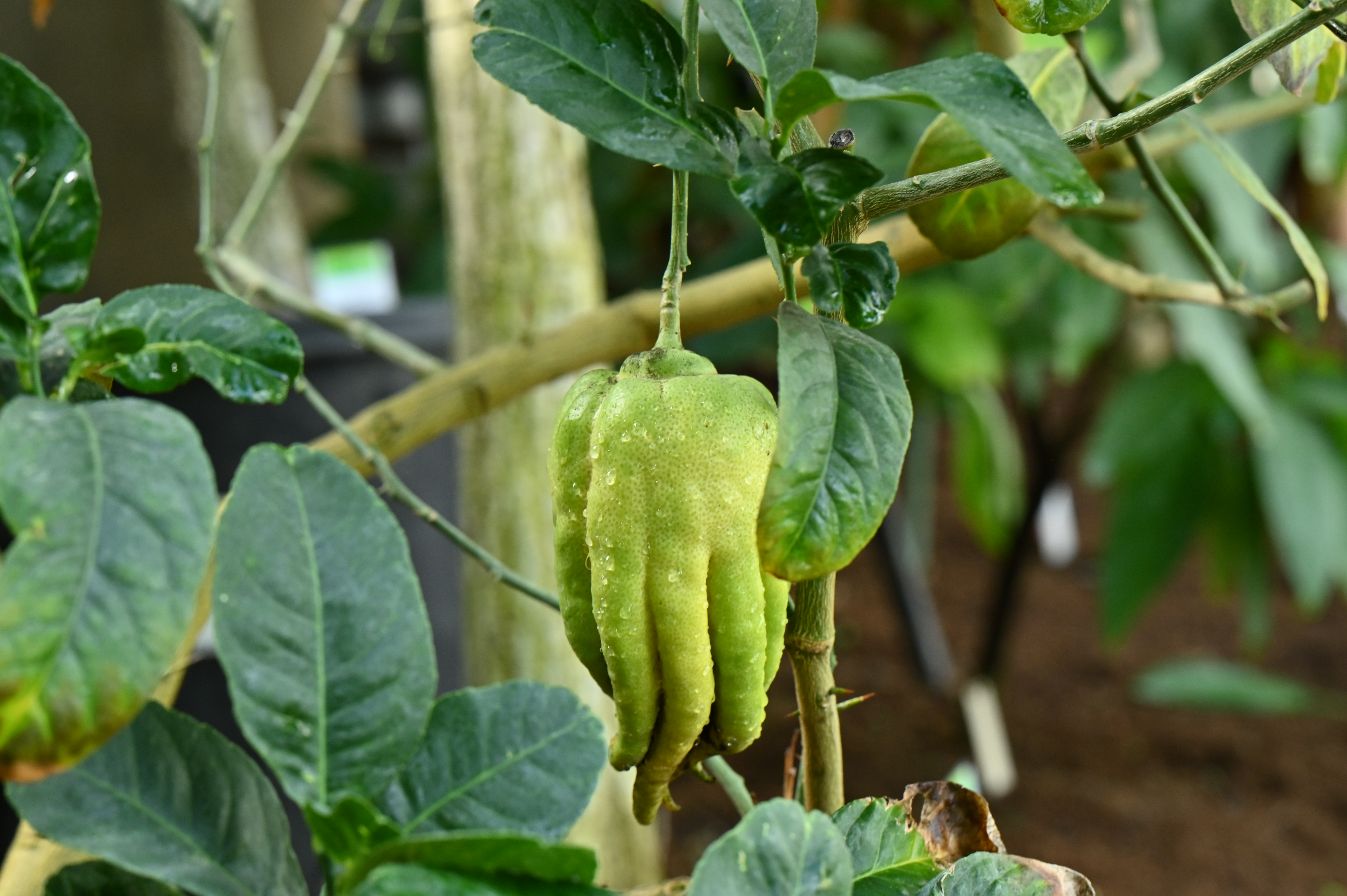
未熟果
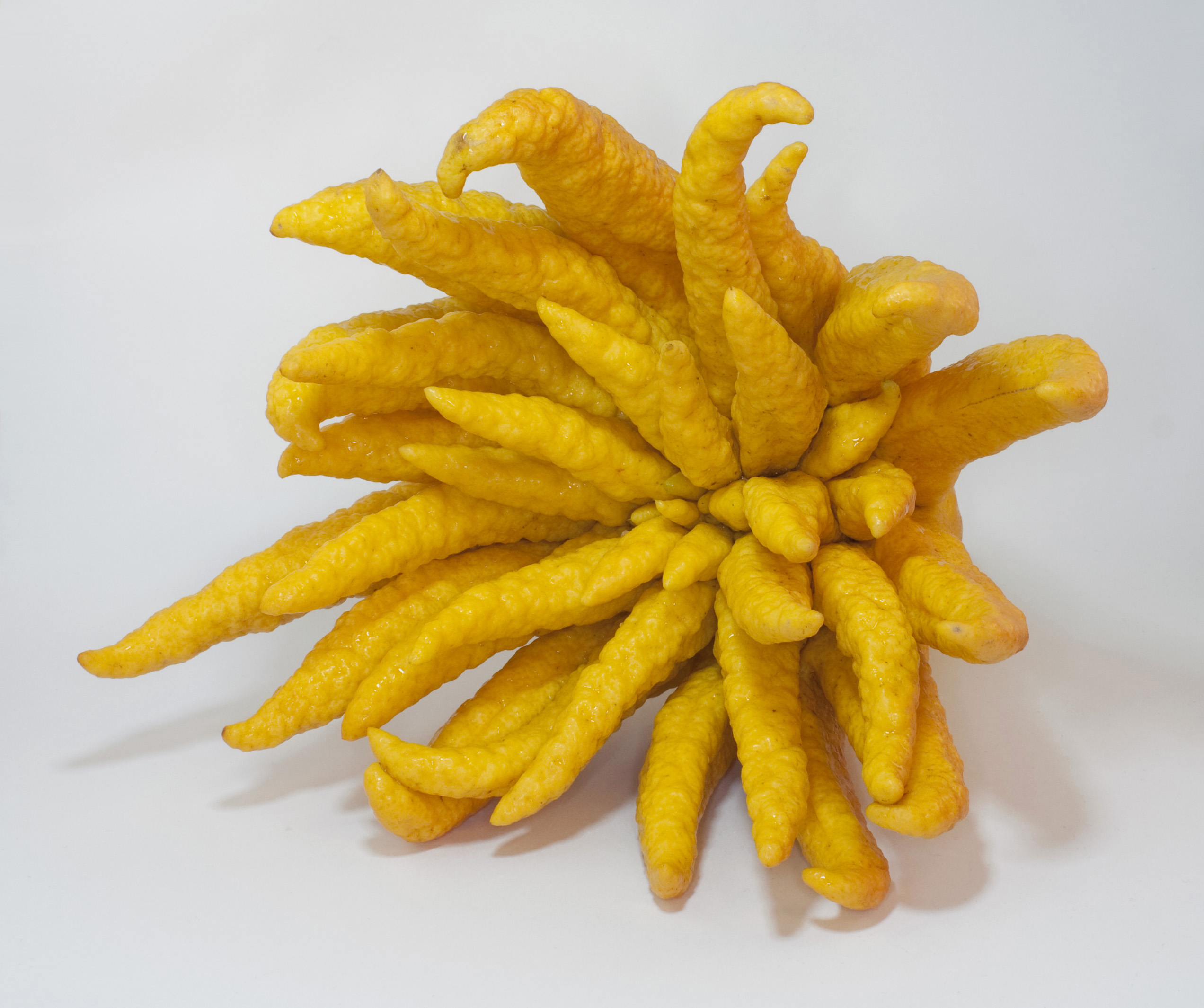
ブッシュカン"open hand" form

## 利用
主として観賞用に栽植されるが食用に利用されることもある。観賞用では茶の湯の席の生け花に用いられることも多い。正月飾りにする地域もある。
食用にもするが身が少ないので生食には向かない。一般的に砂糖漬けなどで菓子にしたり、マーマレードにするほか、乾燥させて食べる地域もある。
また、果皮を乾燥させたものは枸櫞皮（くえんひ）と呼ばれ、芳香薬や矯味剤、矯臭剤に用いる。また、枸櫞皮から枸櫞油（くえんゆ）と呼ばれる淡黄色で苦みと匂いのある精油がとれ、矯味剤、矯臭剤に用いる。
日本での収穫量は2010年の「農林水産省特産果樹生産動態等調査」によると5.0トンで全て鹿児島県での収穫量となっている。この「農林水産省特産果樹生産動態等調査」特産果樹生産出荷実績調査は2007年（平成19年）から50a以上栽培されている地域が対象となっており、他に和歌山県などでも栽培されており京阪神や関東などにも出荷されている。

## 文化

### 神話・伝承
主に中国で佛手瓜の名称でその伝承が伝えられており、翻訳の間違い、若しくは実際に佛手瓜の伝承なのかは不明。

#### 佛手瓜と桑蓮の伝説[7]
1つ目は安徽省・鳳陽県、明の建国皇帝である朱元璋の故郷が舞台となる。観音菩薩に命じられた呂洞賓が美女に化け、最終的には美女の手、佛手瓜だけが残される。
2つ目は現在の湖北省北部に位置する開元寺（三連古地）、黄と言う裕福な男の庭園での物語。済公と言う高僧に良く似た旅の僧侶が尋ねて来る事から始まり、僧侶が庭園の寄付を請い、庭の桑の木に白蓮の花を咲かせ庭園が寄付されたとの伝承である。

#### 佛手瓜の伝説[8]
南北朝時代、北周王朝の妙善公主の伝承。心優しい三女が仏の道へ向かおうとするも、王であり父親は許す事が出来ず追い詰めるが、公主は仏門へ。そうして月日が経ち王が病に伏すと、妙善は自らの手を切り落とし佛手瓜に変え、父親へと差し出し命を落とす。そして改心した父親は妙善の像を作らせるが、どうした事か出来上がったのは、観世音菩薩の像であった。